# Unidad de Maniobra Tripulada

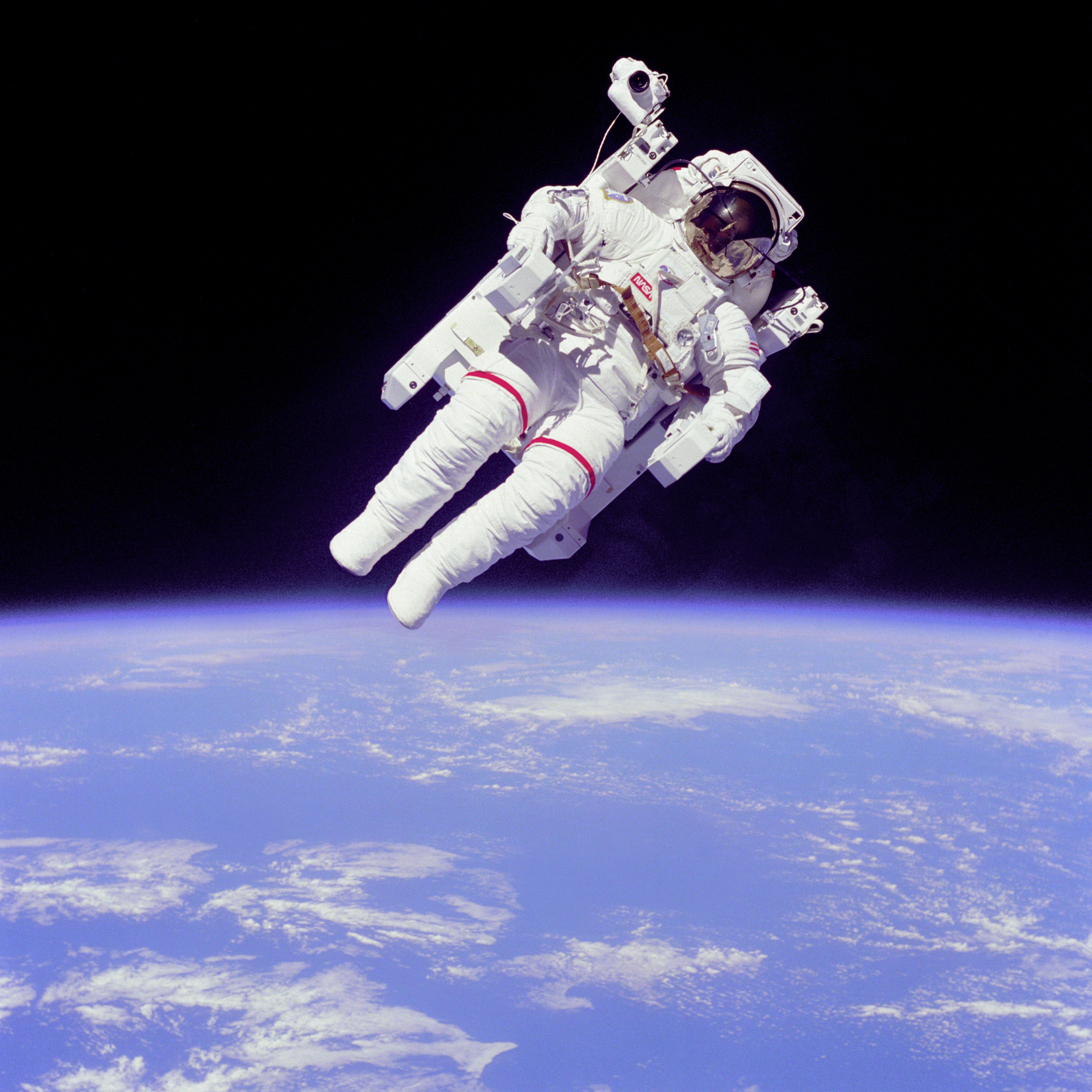
El astronauta Bruce McCandless durante una actividad extravehicular utilizando una MMU, en vuelo libre y totalmente independiente del transbordador.

La Unidad de Maniobra Tripulada, MMU (Manned Maneuvering Unit) por sus siglas en inglés, es una mochila propulsada para permitir el vuelo libre a los astronautas del transbordador espacial. Fue utilizada tan sólo en tres misiones del transbordador durante 1984 y sustituida por el sistema SAFER.
La mochila se acopla al traje espacial EMU y se propulsa mediante nitrógeno expulsado a alta presión. Dispone de controles manuales de rotación y traslación con los que el astronauta puede desplazarse separadamente del transbordador y llegar a sitios inalcanzables de otro modo.
El nitrógeno utilizado como propelente no es contaminante ni entra en ignición para producir la propulsión, que se realiza sobre la base de que está almacenado y se expulsa a alta presión. El circuito de propulsión es doble para incrementar la fiabilidad de la unidad: en caso de fallo de uno de los circuitos, todavía estaría disponible el otro para regresar al transbordador.
La unidad pesa 140  kg. [cita requerida]